# Hoboken (Géorgie)
Pour les articles homonymes, voir Hoboken.
Hoboken est une ville américaine située dans le comté de Brantley, en Géorgie. Selon le recensement de 2020, sa population est de 480 habitants.